# Accademia reale delle scienze d'oltremare
L'Accademia reale delle scienze d'oltremare (ARSOM) (in francese: Académie royale des sciences d'outre-mer, in olandese: Koninklijke Academie voor Overzeese Wetenschappen) è un'istituzione belga, che mira a promuovere la conoscenza scientifica nel paese al di là del mare. Questa promozione è assicurata dalla pubblicazione di libri, dall'organizzazione di simposi e dall'assegnazione di borse di studio e premi.
Comprende all'inizio del XXI secolo più di 300 membri ed è diviso in tre classi:
- classe di scienze umane
- classe di scienze naturali e mediche
- classe di scienze tecniche.

La sede dell'accademia è sulla avenue Louise 231 a Bruxelles.

## Storia
Fondata nel 1928 come Istituto coloniale reale belga, ribattezzato Accademia reale di scienze coloniali nel 1954, lo scopo scientifico dell'istituto era quello di studiare il Congo Belga.
Fu nel 1959 che l'accademia ricevette il suo nome e le sue funzioni attuali, espandendo il suo spettro geografico all'Africa subsahariana, all'America latina, all'Asia e all'Oceania.

## Competizioni, borse di studio e premi
Ogni anno, l'accademia organizza competizioni su argomenti specifici per le sue tre classi. Inoltre concede borse di studio ogni anno nell'ambito del fondo "Floribert Jurion", consentendo agli studenti di agronomia o veterinaria di fare uno stage in un paese d'oltremare.
Infine, l'accademia assegna premi triennali:
- premio Lucien Cahen in geologia (2012).
- premio di geografia tropicale Yola Verhasselt (2013).
- premio per gli studi portuali Direttore generale Fernand Suykens (2013).
- premio Jean-Jacques e Berthe Symoens di limnologia (2014).